# Robert Havekotte
Robert Jan Havekotte (De Bilt, 25 januari 1967) is een voormalig Nederlandse waterpolospeler.
Havekotte nam eenmaal deel aan de Olympische Spelen in 1992. Het Nederlands team eindigde op de negende plaats. Na zijn actieve waterpolo-carrière is Havekotte onder andere trainer geweest bij BZC Brandenburg.
Zijn zoon Mike Havekotte werd doelman in het betaald voetbal en speelde in 2013 in Jong Oranje.
Marc van Belkum · 
Bert Brinkman · 
Arie van de Bunt · 
Robert Havekotte · 
Koos Issard · 
John Jansen · 
Gijs van der Leden · 
Harry van der Meer · 
Hans Nieuwenburg · 
Remco Pielstroom · 
John Scherrenburg · 
Jalo de Vries · 
Jan Wagenaar